# Joe Biden
Joseph Robinette „Joe” Biden, Jr. (n. 20 noiembrie 1942, Scranton, Pennsylvania, SUA) este un politician american care a fost al 46-lea președinte al Statelor Unite. Membru al Partidului Democrat, a fost al 47-lea vicepreședinte din 2009 până în 2017 în timpul mandatelor președintelui Barack Obama și a reprezentat statul Delaware în Senatul Statelor Unite din 1973 până în 2009.
Crescut în Scranton, Pennsylvania și New Castle County, Delaware, Biden a studiat la Universitatea din Delaware înainte de a obține diploma de drept de la Universitatea Syracuse în 1968. A fost ales în New Castle County Council în 1970 și în 1972, la 29 de ani, senator în Senatul SUA pentru Delaware. Biden a fost membru pentru o lungă perioadă de timp al Comitetului pentru relații externe al Senatului și, în cele din urmă, a devenit președintele acestuia. De asemenea, a prezidat Comisia judiciară a Senatului din 1987 până în 1995, abordând politica privind drogurile, prevenirea criminalității și problemele libertăților civile; a condus efortul de a trece Legea privind controlul criminalității violente și Legea privind violența împotriva femeilor și a supravegheat șase audieri de confirmare ale Curții Supreme a SUA, inclusiv audierile contencioase pentru Robert Bork și Clarence Thomas. A candidat fără succes la nominalizarea la președinția democratică în 1988 și 2008. Biden a fost reales în Senat de șase ori și a fost al patrulea senator ca decan de vârstă când a devenit vicepreședintele lui Barack Obama după ce au câștigat alegerile prezidențiale din 2008.
Pe parcursul a opt ani ca vicepreședinte, Biden s-a bazat pe experiența sa din Senat și a reprezentat frecvent administrația în negocierile cu republicanii din Congres, inclusiv în legea privind controlul bugetului din 2011, care a rezolvat o criză a plafonului datoriilor și Legea americană de scutire a contribuabililor din 2012, care se adresa iminentului „abis fiscal”. De asemenea, a supravegheat cheltuielile cu infrastructura în 2009 pentru a contracara Marea Recesiune. În ceea ce privește politica externă, Biden a fost un consilier apropiat al președintelui și a jucat un rol principal în proiectarea retragerii trupelor americane din Irak în 2011. În ianuarie 2017, Obama i-a acordat lui Biden Medalia prezidențială a libertății cu distincție, devenind primul președinte care a primit această medalie înainte de a prelua funcția.
La 25 aprilie 2019, Biden și-a anunțat candidatura la alegerile prezidențiale din 2020. El a devenit prezumtivul candidat democrat în aprilie 2020 și a atins pragul delegat necesar pentru a obține nominalizarea în iunie 2020. Biden și Kamala Harris i-au învins pe președintele în exercițiu Donald Trump și vicepreședintele Mike Pence la alegerile generale. Biden este cel mai în vârstă președinte ales, primul din Delaware și al doilea președinte catolic. Activitatea sa timpurie în calitate de președinte s-a concentrat pe propunerea, lobby-ul și, în cele din urmă, semnarea legii  care a ajutat la accelerarea recuperării Statelor Unite de la efectele economice și asupra sănătății ale pandemiei COVID-19 și recesiunii în curs, precum și o serie de ordine executive. Ordinele lui Biden au abordat pandemia și au inversat mai multe politici ale administrației Trump, inclusiv prin realăturarea în Acordul de la Paris privind schimbările climatice.

## Date generale
Biden s-a născut în Scranton, Pennsylvania, fiul lui Joseph Robinette Biden Sr. (1915–2002) și Catherine Eugenia "Jean" (născută Finnegan; 1917–2010). Mama sa, Jean, era de origine irlandeză, în timp ce tatăl său, de asemenea de origine irlandeză, avea și origini englezești și franceze.
Pe 27 august 1966, Biden, atunci student la drept, s-a căsătorit cu Neilia Hunter, care venea dintr-o familie influentă din Skaneateles, New York. El era înscris la Universitatea Syracuse.
La 3 ianuarie 1973 Biden a devenit senator, avea 30 de ani (vârsta minimă pentru a deveni un senator american) și astfel el a devenit al șaselea cel mai tânăr senator din istoria Statelor Unite. Biden a fost ulterior ales de șase ori, în alegerile din 1978, 1984, 1990, 1996, 2002 și 2008, obținând de obicei aproximativ 60 la sută din voturi.
La 23 august 2008, Barack Obama l-a ales pe Joe Biden drept candidat la funcția de vicepreședinte. El a devenit vicepreședinte la 20 ianuarie 2009. Biden este primul vicepreședinte al Statelor Unite ale Americii din Delaware, și primul romano-catolic care ajunge în această funcție.
Foștii președinți Jimmy Carter, Bill Clinton, George W. Bush și Barack Obama l-au felicitat pe Biden pentru victoria în alegerile prezidențiale. De asemenea, a fost felicitat de fostul guvernator al Floridei, Jeb Bush. Mulți șefi de stat sau de guvern din diverse țări ale lumii l-au felicitat la rândul lor. Din partea României l-a felicitat președintele Klaus Iohannis, iar din partea Republicii Moldova, acesta a fost felicitat de către președinta Maia Sandu.

## Publicații
- Biden Jr., Joseph R. (2007). Promises to Keep. Random House. ISBN 978-1400065363. Also paperback edition, Random House 2008, ISBN 978-0-8129-7621-2.
- Biden Jr., Joseph R. (24 iulie 2001). Administration’s Missile Defense Program and the ABM Treaty: Hearing Before the Committee on Foreign Relations, U.S. Senate (PDF). U.S. Government Printing Office. ISBN 0756719593. Arhivat din original (PDF) la 19 ianuarie 2012. Accesat în 3 februarie 2012.
- Biden Jr., Joseph R. (12 februarie 2002). Examining The Theft Of American Intellectual Property At Home And Abroad: Hearing before the Committee On Foreign Relations, U.S. Senate (PDF). U.S. Government Printing Office. ISBN 0756741777.
- Biden Jr., Joseph R. (1 august 2002). Hearings to Examine Threats, Responses, and Regional Considerations Surrounding Iraq: Hearing before the Committee on Foreign Relations, U.S. Senate (PDF). U.S. Government Printing Office. ISBN 0756728231.
- Biden Jr., Joseph R. (2003). Strategies for Homeland Defense: A Compilation by the Committee on Foreign Relations, U.S. Senate. Diane Publishing. ISBN 0756726239.
- Biden Jr., Joseph R. (8 iulie 2001). Putin Administration's Policies toward Non-Russian Regions of the Russian Federation: Hearing before the Committee on Foreign Relations, U.S. Senate (PDF). U.S. Government Printing Office. ISBN 0756726247.
- Biden Jr., Joseph R. (5 septembrie 2001). Threat of Bioterrorism and the Spread of Infectious Diseases: Hearing before the Committee on Foreign Relations, U.S. Senate (PDF). U.S. Government Printing Office. ISBN 0756726255.
- Biden Jr., Joseph R. (27 februarie 2002). How Do We Promote Democratization, Poverty Alleviation, and Human Rights to Build a More Secure Future: Hearing before the Committee on Foreign Relations, U.S. Senate (PDF). U.S. Government Printing Office. ISBN 0756724783.
- Biden Jr., Joseph R. (2003). Political Future of Afghanistan: Hearing before the Committee on Foreign Relations, U.S. Senate. Diane Publishing. ISBN 0756730392.
- Biden Jr., Joseph R. (2003). International Campaign Against Terrorism: Hearing before the Committee on Foreign Relations, U.S. Senate. Diane Publishing. ISBN 0756730414.
- Biden Jr., Joseph R. (2002). Halting the Spread of HIV/AIDS: Future Efforts in the U.S. Bilateral & Multilateral Response: Hearings before the Comm. on Foreign Relations, U.S. Senate. Diane Publishing. ISBN 0756734541.
- Biden Jr., Joseph R. (2000). Hague Convention On International Child Abduction: Applicable Law And Institutional Framework Within Certain Convention Countries Report To The Senate. Diane Publishing. ISBN 0756722500.
- Nicholson, William C. (ed.) (2005). Homeland Security Law and Policy. C. C Thomas. ISBN 0398075832.